# (172) Baucis
(172) Baucis ist ein Asteroid des inneren Hauptgürtels, der am 5. Februar 1877 vom französischen Astronomen Alphonse Louis Nicolas Borrelly am Observatoire de Marseille entdeckt wurde.
Der Asteroid wurde benannt nach Baucis. Sie und ihr Ehemann Philemon bewirteten die Götter Zeus und Hermes äußerst gastfreundlich in ihrer bescheidenen Hütte in Phrygien. Als Belohnung für diese Freundlichkeit wurde ihre Hütte in einen wunderschönen Marmortempel mit goldenem Dach verwandelt. Baucis und Philemon wollten gleichzeitig sterben, und ihre Körper wurden in Bäume verwandelt, eine Eiche und eine Linde.

## Wissenschaftliche Auswertung
Mit Daten radiometrischer Beobachtungen im Infraroten am Cerro Tololo Inter-American Observatory in Chile im Jahr 1974 wurden für (172) Baucis erstmals Werte für den Durchmesser und die Albedo von 67 km und 0,08 bestimmt. Eine Beobachtung im März 1976 am Kitt-Peak-Nationalobservatorium in Arizona ergab Werte von 63 km und 0,09. Aus Ergebnissen der IRAS Minor Planet Survey (IMPS) wurden 1992 Angaben zu Durchmesser und Albedo für zahlreiche Asteroiden abgeleitet, darunter auch (172) Baucis, für die damals Werte von 62,4 km bzw. 0,14 erhalten wurden. Eine Auswertung von Beobachtungen durch das Projekt NEOWISE im nahen Infrarot führte 2011 zu vorläufigen Werten für den Durchmesser und die Albedo im sichtbaren Bereich von 66,9 km bzw. 0,12. Nach neuen Messungen wurden die Werte 2014 auf 63,5 km bzw. 0,13 geändert. Nach der Reaktivierung von NEOWISE im Jahr 2013 und Registrierung neuer Daten wurden die Werte 2015 zunächst mit 63,5 km bzw. 0,17 angegeben und dann 2016 erneut korrigiert zu etwa 56,7 km bzw. 0,18, diese Angaben beinhalten aber alle hohe Unsicherheiten.
Photometrische Beobachtungen von (172) Baucis erfolgten erstmals am 11. Mai 1984. Während der Beobachtungszeit von nahezu fünf Stunden konnte aber nur ein kleiner Teil einer Lichtkurven-Periodizität erfasst werden. Man vermutete damals eine Rotationsperiode von >16 h. Am 21. November 1989 wurde eine neue Beobachtung durchgeführt. Die gemessenen Daten wiesen jetzt eher auf eine Periode von etwa 13 h hin, es wurden aber die beiden Möglichkeiten 13 oder 26 h offen gehalten. Weitere Messungen in den Jahren 1985 und 1999 führten zu unterschiedlichen Angaben für die abgeleitete Rotationsperiode von 51,25 oder etwa 26 Stunden. Dies war Anlass für eine Zusammenarbeit von fünf Observatorien in Australien und Neuseeland, bei der vom 1. August bis 2. September 2003 eine nahezu vollständige Lichtkurve gewonnen wurde. Es konnte daraus eine Rotationsperiode von 27,42 h bestimmt werden. Außerdem wurde eine Abschätzung für das Verhältnis der Ellipsoid-Achsen des Asteroiden getroffen. Aus einer Zusammenarbeit des Observatoriums Borówiec in Polen mit einem internationalen Netzwerk von Observatorien konnte in einer Untersuchung von 2015 für (172) Baucis eine Rotationsperiode von 27,402 h bestimmt werden.
Beobachtungen des Asteroiden (234) Barbara hatten im Jahr 2006 ein ungewöhnliches polarimetrisches Verhalten aufgezeigt, für das zunächst keine Erklärung angegeben werden konnte. Vermutungen bewegten sich im Bereich einer ungewöhnlich strukturierten Oberfläche mit vielen tiefen Kratern oder einer abnormen Mikrostruktur des Regoliths auf der Oberfläche. Bei weiteren Beobachtungen an der Astronomischen Einrichtung Leoncito (CASLEO) in Argentinien von Juli bis September 2007 konnte ein ähnliches polarimetrisches Verhalten auch bei (172) Baucis festgestellt werden. Bei (234) Barbara konnte durch Photometrie und Sternbedeckungen festgestellt werden, dass sie tief ausgegraben zu sein scheint. Daher wurde eine Beobachtungskampagne gestartet, um die Form und Rotationseigenschaften von weiteren Asteroiden des SMASSII-Spektraltyps L bzw. Ld zu charakterisieren. Da viele von ihnen lange Rotationsperioden aufweisen, wurde ein weltweites Netzwerk von Observatorien eingesetzt, um eine dichte zeitliche Abdeckung für 15 Asteroiden, unter ihnen auch (172) Baucis, zu erhalten. Aus neuen Beobachtungen aus dem Zeitraum 2004 bis 2014 konnten für (172) Baucis ein Gestaltmodell und die Achsenverhältnisse, zwei alternative Lösungen für die Lage der Rotationsachse mit retrograder Rotation und eine Periode von 27,4097 h abgeleitet werden. Unter Berücksichtigung der Beobachtungen bei einer Sternbedeckung am 18. Dezember 2015 konnte auch der mittlere Durchmesser zu 77,4 ± 3,9 km bestimmt werden.
Aus archivierten Daten des Asteroid Terrestrial-impact Last Alert System (ATLAS) aus dem Zeitraum 2015 bis 2018 wurden dann in einer Untersuchung von 2020 mit einem ellipsoiden Gestaltmodell ebenfalls zwei alternative Positionen für die Rotationsachse mit einer retrograden Rotation sowie eine Rotationsperiode von 27,410 h bestimmt. Aus den Daten von ATLAS konnte in einer Untersuchung von 2022 mit der Methode der konvexen Inversion eine Rotationsperiode von 27,411 h berechnet werden.